# クラウディア・コーデ＝キルシュ
クラウディア・コーデ＝キルシュ（Claudia Kohde-Kilsch, 1963年12月11日 - ）は、旧西ドイツ・ザールブリュッケン出身の元女子プロテニス選手。1980年代に活躍し、西ドイツのテニス界の黄金期を築いた先駆者のひとりである。身長187cm、体重68kg、右利き。WTAランク自己最高位はシングルス4位、ダブルス3位。WTAツアーでシングルス8勝、ダブルスで1985年全米オープン・1987年ウィンブルドンを含む26勝を挙げた。「コーデ・キルシュ」と2つの姓を名乗ったのは、養子として育った家庭の背景にあり、生まれた時の名前は“Claudia Kohde”（クラウディア・コーデ）といったが、養父のユルゲン・キルシュ（Jurgen Kilsch）に育てられたため“Claudia Kohde-Kilsch”の名前でプレーするようになった。

## 来歴
5歳からテニスを始め、1980年1月1日にプロ転向。1982年-1989年まで女子国別対抗戦「フェデレーションカップ」（現在の名称はフェドカップ）の西ドイツ代表として活躍した。1985年がコーデ＝キルシュのキャリアの最盛期にあたり、全仏オープン（マルチナ・ナブラチロワに敗退）と年末開催の全豪オープン（クリス・エバート・ロイドに敗退）でのベスト4進出や、全米オープンでのベスト8（エバート・ロイドに敗退）があった。続く1986年はいくらか低調だったが、1987年に全仏オープンから全米オープンの3大会連続でベスト8に勝ち残り、1988年の全豪オープン（前年の1987年から年頭開催に定着した）の準決勝で、新しく世界ランキング1位になった西ドイツの後輩選手シュテフィ・グラフに 2-6, 3-6 で敗れた。コーデ＝キルシュの現役生活を通じて、クリス・エバート・ロイドには「13度」の挑戦で1度も勝てなかったが、ナブラチロワとは「2勝22敗」の対戦成績で、2度勝ったことがある。6歳年下に当たる同国の後輩グラフには、1984年の最初の2度の対戦はコーデ＝キルシュが勝ったが、それ以後はグラフに12連敗となり「2勝12敗」で終わった。
コーデ＝キルシュはダブルスの名手としても活躍し、ツアーのダブルス26勝ではヘレナ・スコバ（チェコスロバキア）とのペアで獲得したタイトルが最も多い。彼女は4大大会女子ダブルスで1985年全米オープンと1987年ウィンブルドンの2勝を挙げたが、どちらもスコバとのペアで獲得したものである。フェデレーション・カップではシュテフィ・グラフとペアを組んでいたが、コーデ＝キルシュのシングルスが下降線に入り、グラフが世界ランキング1位の座を独走するようになると、次第に2人のペアはバランスが悪くなっていった。1988年のソウル五輪で、グラフとコーデ＝キルシュのペアは準決勝で敗れ、銅メダルに終わる。1989年に日本の東京・有明コロシアムでフェデレーション・カップが開催されたことがあったが、チェコスロバキアとの準々決勝でコーデ＝キルシュが単複敗退に終わり、西ドイツ・チームはここで姿を消した。
コーデ＝キルシュは1994年に31歳で現役を引退した。現在は夫とともにモンテカルロに在住している。